# Vombisidris nahet
Vombisidris nahet är en myrart som beskrevs av Bolton 1991. Vombisidris nahet ingår i släktet Vombisidris och familjen myror. Inga underarter finns listade i Catalogue of Life.

## Bildgalleri

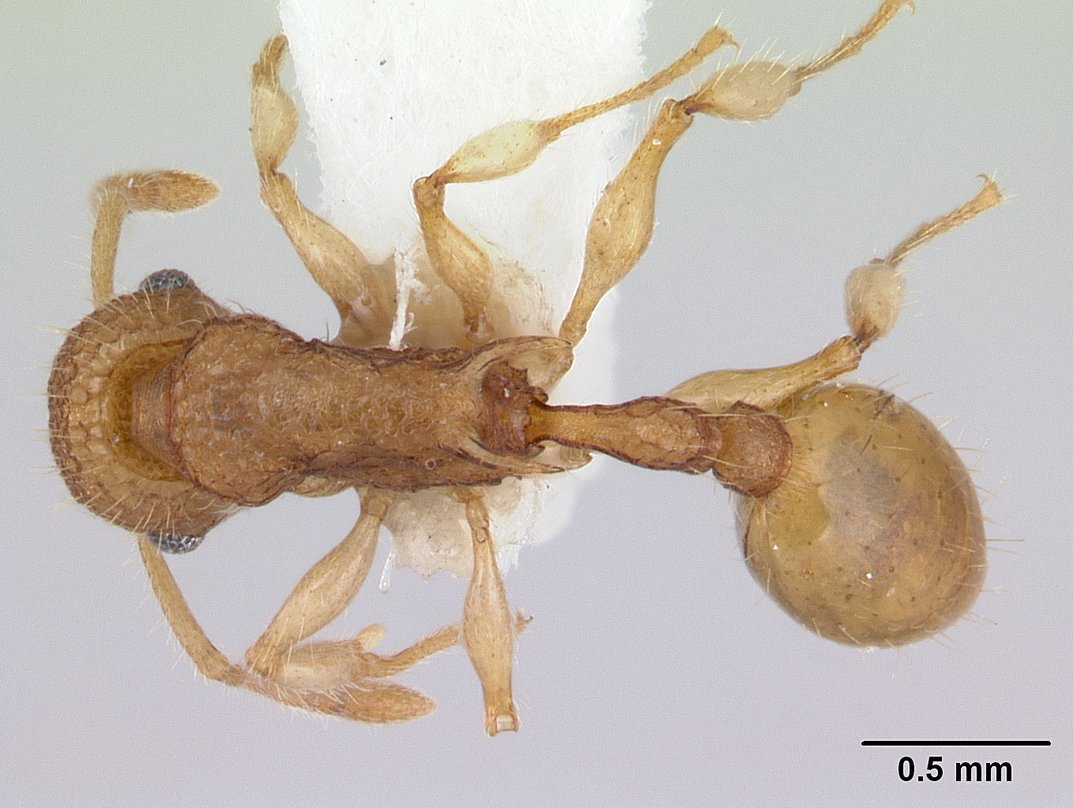
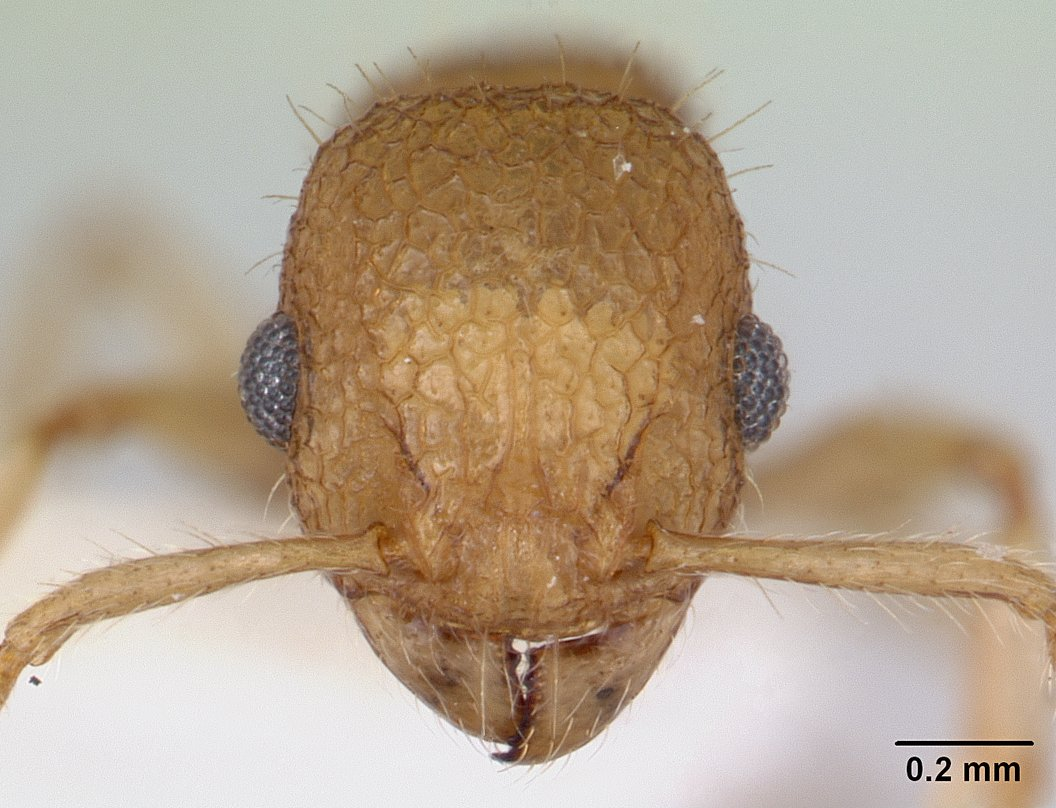
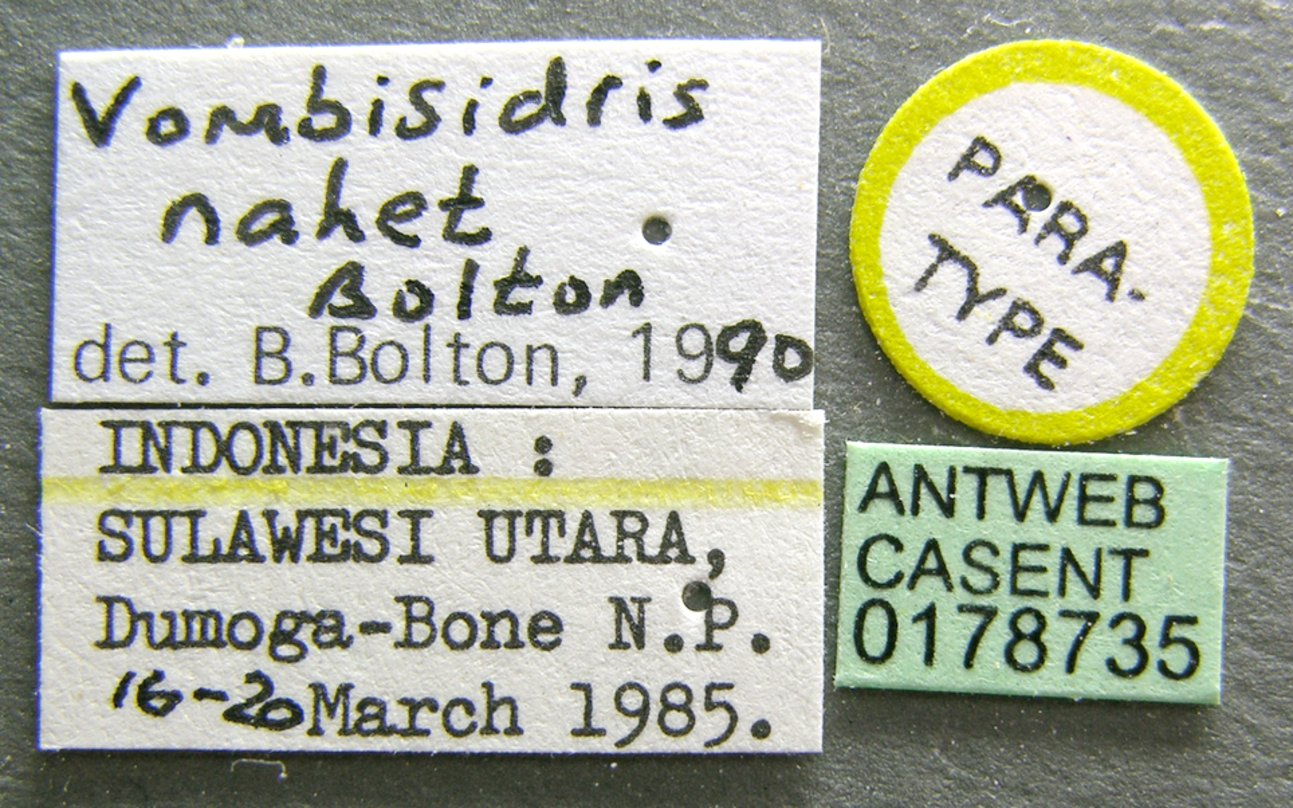
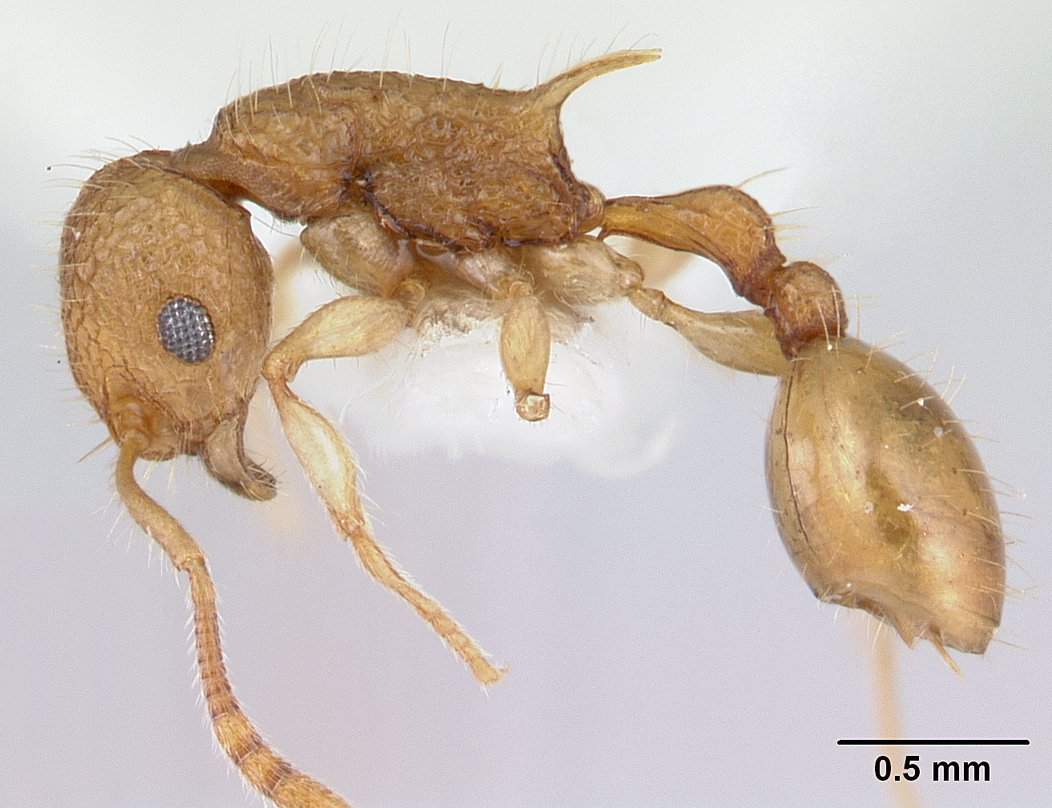